# يو دونغ-مين
يو دونغ-مين (هانغل: 유동민) هو لاعب كرة قدم كوري جنوبي في مركز الهجوم، ولد في 27 مارس 1989 في كوريا الجنوبية. لعب مع نادي غوانغجو.

## وصلات خارجية
- يو دونغ-مين على موقع دوري كوريا الجنوبية (الإنجليزية)
- يو دونغ-مين على موقع قاعدة بيانات كرة القدم.إي يو (الإنجليزية)